# Algernon Charles Swinburne

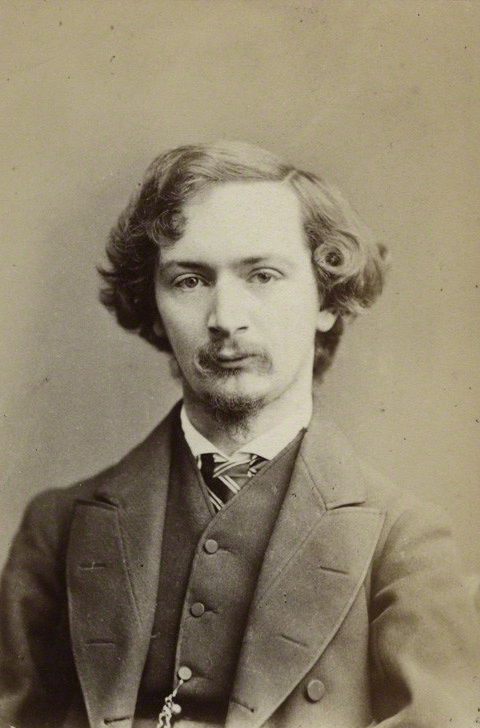
Algernon Charles Swinburne, um 1865

Swinburne als Modell für D. Gabriel Rossettis Buch, 1861

Swinburne mit 65 Jahren

Swinburnes Zimmer in The Pines

Algernon Charles Swinburne (* 5. April 1837 in London; † 10. April 1909 ebenda), auch kurz A. C. Swinburne, war ein englischer Dichter und Autor in der viktorianischen Zeit. Sein frühes dichterisches Schaffen kreiste um Themen wie Sadomasochismus, Todessehnsucht, lesbische Phantasien oder anti-christliche Einstellungen. Es wurde als großer literarischer Skandal aufgenommen. Swinburne ist unter anderem Verfasser flagellantischer Literatur.

## Leben
Algernon Charles Swinburne war das erstgeborene Kind des Captains (und 1857 zum Admiral beförderten) Charles Henry Swinburne (1797–1877) und der frommen Lady Henrietta Jane Hamilton, Tochter des 3. Earl of Ashburnham, die am 19. Mai 1836 in Camden geheiratet hatten. Seine Kindheit verbrachte der in London geborene Knabe auf dem Familiensitz Capheaton Hall in Northumberland oder im Haus seiner Eltern in East Dene in Bonchurch auf der Isle of Wight. Mit zwölf Jahren ging er in das Internat von Eton, verließ es im September 1853 aber wieder und erhielt zur Vorbereitung auf ein Studium Privatunterricht. Er studierte von Januar 1856 bis 1860 am Balliol College an der Universität Oxford, das er jedoch ohne Abschluss verließ. Hier lernte er die präraffaelitische Bewegung kennen, namentlich Dante Gabriel Rossetti, der dort an Fresken arbeitete. Mit ihm teilte er später für ein Jahr das Haus in Chelsea (London) und war bis 1872 mit ihm befreundet (Eine Freundschaft mit dessen Bruder William Michael Rossetti bestand hingegen lebenslang). Von 1860 bis 1879 lebte Swinburne in verschiedenen gemieteten Unterkünften in London. Er bewunderte Victor Hugo, den er 1882 persönlich in Paris traf.
1865 zog Swinburne mit dem Versdrama Atalanta in Calydon und dem darin gezeigten Talent im Umgang mit Wörtern, Reim und Rhythmus Aufmerksamkeit auf sich. Der erste Band der Poems and Ballads löste 1866 besonders wegen der Darstellung sadomasochistischer Erotik einen literarischen Skandal aus. Es ist bekannt, dass Swinburne lebenslang eine starke Affinität zum Thema Spanking hatte. Im Oktober 1868 wurde der Poet an der Küste von Étretat in der Normandie vor dem Ertrinken gerettet, was zur Begegnung mit Guy de Maupassant führte.
Die 1871 veröffentlichten Songs before Sunrise sind von Swinburnes Bewunderung für den Demokraten und Freiheitskämpfer Giuseppe Mazzini inspiriert. In der Elegie Ave Atque Vale aus dem zweiten Band der Poems and Ballads (1878) äußert sich Swinburnes Vorliebe für Charles Baudelaire.
Nach einem (unter anderem dauerhaftem Alkoholmissbrauch zugeschriebenen) gesundheitlichen Zusammenbruch 1879 wurde Swinburne von seinem Freund, dem Dichter und Kritiker Theodore Watts-Dunton, aufgenommen und lebte bis zu seinem Tod in dessen Haus The Pines in Putney, London. Sein Spätwerk ist zunehmend der Philosophie und Literaturkritik zugewandt. Insbesondere beschäftigte sich Swinburne mit Shakespeare, Maria Stuart und der Sage von Tristan und Isolde. Im Alter war er fast taub.
Swinburne wurde in Bonchurch auf der Isle of Wight neben seinen Eltern beigesetzt.
Er hatte mehrere Geschwister, von denen drei das Erwachsenenalter erreichten. Der mit ihm befreundete Edmund Gosse war Swinburnes erster Biograph.

## Werke
Versdramen
- The Queen Mother (1860)
- Rosamond (1860)
- Chastelard (1865)
- Bothwell (1874)
- Mary Stuart (1881)
- Marino Faliero (1885)
- Locrine (1887)
- The Sisters (1892)
- Rosamund, Queen of the Lombards (1899)

Poesie
- Atalanta in Calydon (1865)
- Poems and Ballads (1866)
- Songs before Sunrise (1871)
- Songs of Two Nations (1875)
- Erecthus (1876)
- Poems and Ballads, Second Series (1878)
- Songs of the Springtides (1880)
- Studies in Song (1880)
- The Heptalogia, or the Seven against Sense. A Cap with Seven Bells (1880)
- Tristam of Lyonesse (1882)
- A Century of Roundels (1883)
- A Midsummer Holiday and Other Poems (1884)
- Poems and Ballads, Third Series (1889)
- Astrophel and Other Poems (1894)
- The Tale of Balen (1896)
- A Channel Passage and Other Poems (1904)

Romane
- Lesbia Brandon (1860er, Fragment, posthum erschienen 1952)
- A Year’s Letters (1877)

Kritiken
- William Blake: A Critical Essay (1868)
- Under the Microscope (1872)
- George Chapman: A Critical Essay (1875)
- Essays and Studies (1875)
- A Note on Charlotte Brontë (1877)
- A Study of Shakespeare (1880)
- A Study of Victor Hugo (1886)
- A Study of Ben Jonson (1889)
- Studies in Prose and Poetry (1894)
- The Age of Shakespeare (1908)
- Shakespeare (1909)

## Werkausgaben
- L. M. Findlay (Hrsg.): Selected Poems. Carcanet, Manchester 1982; Reprint: Carcanet/Fyfield Books, Manchester 1987/1988, ISBN 0-85635-728-6; wieder: Routledge, N. Y. 2002, ISBN 0-415-94238-1 (Paperback) und ISBN 0-415-94237-3 (Hardcover). Index, einige Gedichte sowie Liste der Gedichtanfänge (englisch).